# 兴关路街道
兴关路街道是中华人民共和国贵州省貴陽市南明区下辖的一个街道办事处。
2012年8月14日，贵阳市人民政府通知决定撤销49个街道办事处，设立90个社区服务中心。
2020年1月10日，贵阳市人民政府通知决定撤销社区服务中心，恢复设立街道办事处。

## 行政区划
兴关路街道下辖以下村级行政区划单位：
南厂路社区、环南巷社区、送变电社区、兴关路社区、青云巷社区、尚义巷社区、纺织巷社区、营盘路社区、沙冲北路社区、猫猫坡社区、新寨路社区。